# 無限の始まり
株式会社エンジニアのミカタは、八王子市に本社を置く、高還元SES事業、フリーランスエージェント事業、AI事業を行う日本のスタートアップ企業。2023年9月に株式会社無限の始まりから社名変更

## 沿革
- 2020年5月 早稲田大学基幹理工学部出身の田代正義により設立[3]
- 2021年8月ITフリーランスエージェント『エンジニアファースト』をリリース[4]
- 2021年9月THE SEED CAPITALから第三者割当増資を実施[5]
- 2022年3月 日本初50代60代のシニア層に特化したITフリーランスエージェント『テックシニアフリーランス』をリリース[6]
- 2023年1月 還元率83％&案件選択制 高還元SES事業開始 同時に新コーポレートサイト正式リリース[7]
- 2023年8月 スカイランドベンチャーズをリード投資家とする5100万円の資金調達を実施[8]

## 経営
日本経済をIT業界から元気にするために、IT業界で働くエンジニアの搾取を無くすことをミッションに掲げ、ITエンジニアの生涯所得を1億円UPさせることを経営戦略として中核におくことで知られている。
また20代から60代までのエンジニアの生涯雇用を重要視し、年齢制限の無い採用ポリシーを掲げている。

## 株主
- 経営陣
- THE SEED CAPITAL2号投資事業有限責任組合
- Skyland Ventures4号投資事業有限責任組合
- 石川聡彦 - アイデミー代表取締役CEO
- 塚本大地 - MEDIX代表取締役CEO